# Chiesa di Sant'Ignazio di Loyola (Oliena)
Il complesso della Chiesa di Sant'Ignazio di Loyola e il collegio gesuitico sono stati eretti a Oliena fra il 1655 e il 1758 su progetto dell'architetto genovese Domenico Spotorno.
Nel 1791 la chiesa divenne parrocchiale in sostituzione della Chiesa di Santa Maria Assunta e Sant’Ignazio di Loyola fu proclamato patrono del paese.

## Storia dell'istituzione della chiesa e del collegio
Verso la seconda metà del secolo XVI diversi comuni isolani avevano fatto richiesta ai referenti della Compagnia di Gesù dell'istituzione di un collegio nel proprio paese, per favorire l'istruzione corrispondente alla dottrina cattolica della chiesa. Tra questi Oristano che aveva fatto richiesta nel 1563 dando garanzia di contribuzioni e rendite fisse. Il 13 aprile 1573 erano state avanzate analoghe richieste dalle biddas della curatoria di Dore-Orotelli del Giudicato di Torres, che comprendeva Orani, Orotelli, Oniferi, Sarule e Ottana per l'istituzione di un collegio di gesuiti. La stessa richiesta fu fatta da Nuoro, Cuglieri, Ozieri, Bosa e Oliena. L'olianese don Giovanni Angelo Salis, commissario del Santo Uffizio, volle fondare il collegio nel suo paese.  Il prelato a questo proposito, il 17 dicembre 1644 aveva fatto una donazione alla Compagnia e, per accelerare l'inizio dei lavori, aveva anche ceduto alcune sue case di Oliena. Nonostante tutte le garanzie offerte dal Salis l'istituzione del collegio fu accettata solo il 29 marzo 1652. Nel marzo 1655, alla morte del fondatore Giovanni A. Salis, la chiesa era in costruzione. I lavori tuttavia proseguirono abbastanza lentamente, infatti risulta che nel 1663 (come risulta dal testamento dove c'era un lascito), era ancora in costruzione e così ancora risulta nel 1674 in un documento relativo a un altro lascito.

## Descrizione
La chiesa, progettata da Domenico Spotorno ha la pianta a croce comissa, l'aula a navata unica, con tre cappelle per lato, scandite da pilastri che reggono l'imposta della volta a botte. La costruzione pare improntata ai moduli classicisti che lo stesso architetto aveva messo in opera nella Chiesa di San Michele di Alghero, in particolare la doppia cornice e i capitelli delle lesene.

## Esterno
La chiesa è adiacente al Collegio e si affaccia, con il prospetto laterale e con la torre campanaria, sul cortile sopraelevato rispetto alla via. Alla chiesa si accede dalla via sottostante, attraverso una doppia scalinata. La facciata è suddivisa orizzontalmente e verticalmente in tre parti da cornici e lesene, queste ultime alle estremità divengono piedritti, sovrastati da acroteri conclusi a cuspide. La parte superiore è conclusa da un timpano curvilineo. I prospetti laterali sono scanditi da alti contrafforti che rimarcano la separazione fra le cappelle. A sinistra si erge il campanile a canna quadrata concluso a cupola 

## Interno
Dall'aula, attraverso un arco trionfale, si accede alla capilla mayor sopraelevata. Ai lati del presbiterio la chiesa è collegata, tramite alcuni ambienti voltati, all'ex-collegio oggi canonica. 
Nel 1843, nell'altare maggiore, fu realizzata una tribuna in muratura, finita con stucco marmorizzato, con colonne e trabeazione di stile neoclassico. L'opera fu realizzata probabilmente dallo scultore Francesco Cucchiari e il marmoraro carrarese Michele Fiaschi, molto attivi in Sardegna.  All'interno della nicchia è collocata una statua di Sant'Ignazio eseguita secondo un modello iconografico molto diffuso nel Seicento nell'isola. 
Nelle cappelle laterali sono conservate diverse opere pittoriche e scultore lignee.  Fra queste la pala d'altare dell'Immacolata Concezione, firmata da Josephus Farenus e datata 1655, il retablo di san Cristoforo, datato intorno alla metà del XVI secolo e attribuito al Maestro di Oliena, un Cristo del rito de s'Iscravamentu (XV-XVI secolo), probabilmente opera di uno scultore catalano e altre statue lignee.